# Tom Johnson (Basketballspieler)
Thomas George Johnson (* 21. Juni 1967 in Victoria (British Columbia)) ist ein kanadisch-irischer Basketballtrainer und ehemaliger -spieler.

## Leben
Der 1,90 Meter große Aufbauspieler wuchs in North Saanich auf, er spielte Basketball an der Parkland Secondary School (bis 1985) und hernach an der University of Victoria. Er stand bis 1992 in 85 Spielen für die Hochschulmannschaft auf dem Feld. In den Spieljahren 1990/91 (22,3 Punkte/Spiel) und 1991/92 (20,2 Punkte/Spiel) erzielte Johnson jeweils mehr als 20 Punkte je Begegnung. 1992 wurde er als Sportler des Jahres des Hochschule ausgezeichnet.
Er nahm mit Kanada an der Junioren-Weltmeisterschaft 1987 teil und erzielte 10,1 Punkte pro Turnierspiel, erreichte mit der Auswahl den sechsten Platz. Bei der Universiade 1989 wurde er mit der kanadischen Studentenauswahl Vierter und bei der Universiade 1991 Zweiter. Die Panamerikanischen Spiele 1991 schloss er mit Kanada auf dem achten Platz ab.
1994 begann er seine Berufsbasketballkarriere bei Castors Braine in Belgien. Er spielte anschließend beim italienischen Zweitligisten Caserta und in der Saison 1997/98 dann in Frankreich beim Erstligisten Toulouse (6,2 Punkte/Spiel). 1998/99 spielte er in Bree (Belgien), 1999/2000 stand Johnson in der deutschen Basketball-Bundesliga beim MTV Gießen unter Vertrag. Der Kanadier war der Gießener Spieler, der die drittmeiste Einsatzzeit (rund 32 Minuten je Begegnung) erhielt und die drittmeisten Punkte (12,6/Spiel) erzielte. Mit 84 getroffenen Dreipunktwürfen gehörte Johnson zu den besten Schützen der Bundesliga-Saison 1999/2000. 2000/2001 bestritt er vier Spiele für TSK Bamberg, kam auf einen Durchschnitt von 8,5 Punkte je Begegnung und wechselte dann nach Ragusa. Der italienische Zweitligist war seine letzte Station als Spieler.

### Trainer
Johnson wechselte ins Trainergeschäft und betreute in den Spielzeiten 2001/02 und 2002/03 den finnischen Erstligisten BC Jyväskylä sowie anschließend 2003/04 den Ligakonkurrenten Porvoon Tarmo.
In der Saison 2004/05 arbeitete Johnson als Trainer beim belgischen Erstligisten Vilvoorde, übernahm dann das Traineramt bei Okapi Aalstar, das er 2006 zum Aufstieg von der zweiten in die erste belgische Liga führte und dann auch in der höchsten Spielklasse anleitete. Von 2007 bis 2009 war er als Trainer bei Liège Basket (erste belgische Liga) tätig. In seiner Amtszeit führte er die Lütticher ins Endspiel des belgischen Pokalwettbewerbs sowie 2008/09 im europäischen Vereinswettbewerb EuroChallenge als ungeschlagener Sieger seiner Vorrundengruppe unter die 16 besten Mannschaften, was als geschichtsträchtige Leistung aufgefasst wurde.
Im April 2010 wurde er als Co-Trainer des deutschen Bundesligisten Skyliners Frankfurt vorgestellt, arbeitete dort unter seinem Landsmann Gordon Herbert bis zum Saisonende 2009/10 und trug auf diese Weise zur deutschen Vizemeisterschaft bei. Im Sommer 2010 nahm Johnson das Angebot einer Co-Trainerstelle beim türkischen Erstligisten Türk Telekom Ankara an.
Im Vorfeld der Saison 2011/12 trat Johnson, der zeitweise im Auftrag der NBA-Mannschaft Oklahoma City Thunder Spieler in Europa sichtete und bei Sommertrainingsveranstaltungen der Mannschaft als Trainer arbeitete, das Amt des Cheftrainers des luxemburgischen Erstligisten BBC Etzella aus Ettelbrück an.
Im Juni 2012 wurde er als neuer Cheftrainer des österreichischen Bundesligisten Oberwart Gunners verkündet. Aus gesundheitlichen Gründen, die mehrere Operationen nach sich zogen, musste er das Amt Ende Februar 2014 abgeben.
Johnson kehrte 2015 ins Trainergeschäft zurück, als er zur Spielzeit 2015/16 Trainer des belgischen Erstligisten Leuven Bears wurde. Anfang Dezember 2015 wurde er, mit der Mannschaft auf dem letzten Tabellenplatz stehend, seines Amtes enthoben. Anschließend widmete sich Johnson der Nachwuchsarbeit in Belgien.